# Parole nuove (Matteo Branciamore)
Parole nuove è il primo album di Matteo Branciamore.

## Il disco
Il disco contiene i brani inseriti nella colonna sonora della serie televisiva di cui è protagonista, "I Cesaroni". È stato pubblicato il 25 aprile 2008. Le vendite ammontano a 31.000 copie.
L'album contiene le canzoni che Marco Cesaroni, il personaggio interpretato da Branciamore, compone nelle prime due stagioni della fiction. Il tema di molte canzoni riguarda la travagliata storia d'amore tra Marco ed Eva, interpretata da Alessandra Mastronardi. La stessa Mastronardi canta alcuni versi in La notte sul tetto.

## Tracce
1. Ama – 4:06
2. La notte sul tetto (feat. Alessandra Mastronardi) – 3:25
3. Parole nuove – 3:14
4. 12 milioni – 2:57
5. Voglio mordere la vita – 4:28
6. Tutto quello che ho – 2:52
7. Un mare di guai – 3:46
8. Adesso che ci siete voi – 2:44
9. Parole nuove (base) – 3:14
10. Adesso che ci siete voi (base) – 2:44

Voce: Matteo Branciamore; testi: David Poggiolini (tracce: 1, 4); Federico Favot, Giulio Calvani (tracce: 2, 3, 5-7); Vittorio Cosma, Federico Favot, Giulio Calvani (traccia 8); musiche: Andrea Guerra, Giovanni Giombolini, Ermanno Giorgetti, Bruno Antonio Pierotti (tracce: 1, 3, 4, 6); Vittorio Cosma (tracce: 2, 5, 8); Andrea Guerra (traccia 7).

## Le canzoni neI Cesaroni
| Canzone                 | Episodio in cui per la prima volta appare la canzone |
| ----------------------- | ---------------------------------------------------- |
| Ama                     | inedita                                              |
| La notte sul tetto      | Provaci ancora, Ezio                                 |
| Parole nuove            | Ma quant'è dura la salita                            |
| 12 milioni              | inedita                                              |
| Voglio mordere la vita  | Tre giorni da cani                                   |
| Tutto quello che ho     | Che brutto affare                                    |
| Un mare di guai         | L'apparenza inganna                                  |
| Adesso che ci siete voi | Le manette dell'amore                                |

## Andamento nella classifica dei album italiani
| Posizione | 29 | 13 | 15 | 22 | 31 | 45 | 53 | 58 | 70 | 77 | 95 | - | - | - | 78 | 90 |